# 1976 год

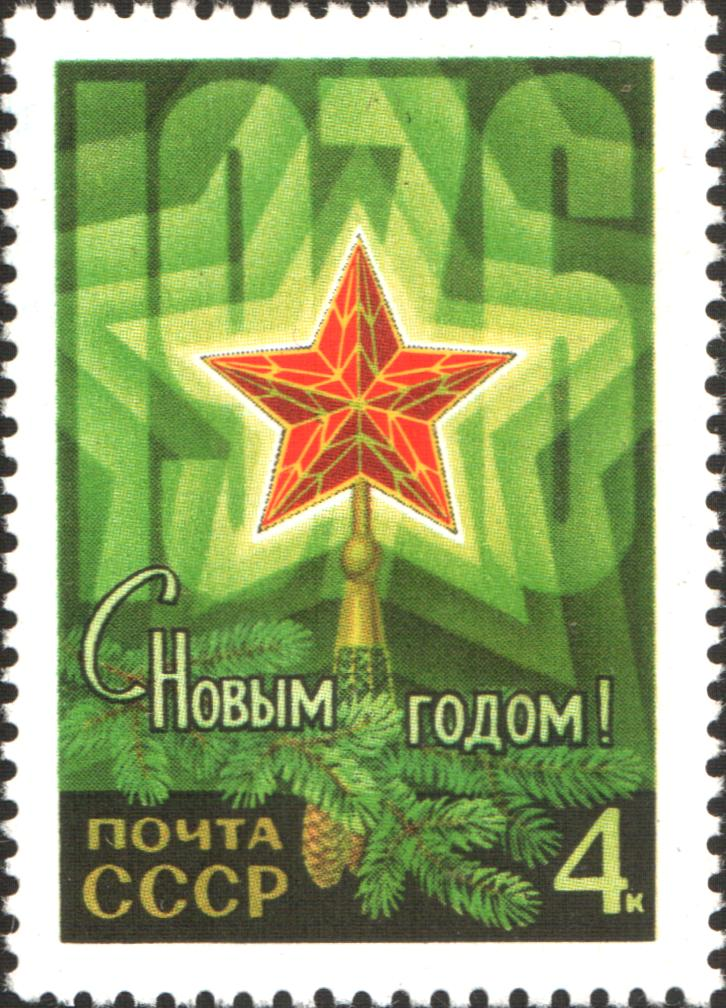
Почтовая марка СССР

1976 (ты́сяча девятьсо́т се́мьдесят шесто́й) год  по григорианскому календарю — високосный год, начинающийся в четверг. Это 1976 год нашей эры, 6‑й год 8‑го десятилетия XX века 2‑го тысячелетия, 7‑й год 1970‑х годов. Он закончился 49 лет назад.
| Пн | Вт | Ср | Чт | Пт | Сб | Вс |
|    |    |    | 1  | 2  | 3  | 4  |
| 5  | 6  | 7  | 8  | 9  | 10 | 11 |
| 12 | 13 | 14 | 15 | 16 | 17 | 18 |
| 19 | 20 | 21 | 22 | 23 | 24 | 25 |
| 26 | 27 | 28 | 29 | 30 | 31 |    |

| Пн | Вт | Ср | Чт | Пт | Сб | Вс |
|    |    |    |    |    |    | 1  |
| 2  | 3  | 4  | 5  | 6  | 7  | 8  |
| 9  | 10 | 11 | 12 | 13 | 14 | 15 |
| 16 | 17 | 18 | 19 | 20 | 21 | 22 |
| 23 | 24 | 25 | 26 | 27 | 28 | 29 |

| Пн | Вт | Ср | Чт | Пт | Сб | Вс |
| 1  | 2  | 3  | 4  | 5  | 6  | 7  |
| 8  | 9  | 10 | 11 | 12 | 13 | 14 |
| 15 | 16 | 17 | 18 | 19 | 20 | 21 |
| 22 | 23 | 24 | 25 | 26 | 27 | 28 |
| 29 | 30 | 31 |    |    |    |    |

| Пн | Вт | Ср | Чт | Пт | Сб | Вс |
|    |    |    | 1  | 2  | 3  | 4  |
| 5  | 6  | 7  | 8  | 9  | 10 | 11 |
| 12 | 13 | 14 | 15 | 16 | 17 | 18 |
| 19 | 20 | 21 | 22 | 23 | 24 | 25 |
| 26 | 27 | 28 | 29 | 30 |    |    |

| Пн | Вт | Ср | Чт | Пт | Сб | Вс |
|    |    |    |    |    | 1  | 2  |
| 3  | 4  | 5  | 6  | 7  | 8  | 9  |
| 10 | 11 | 12 | 13 | 14 | 15 | 16 |
| 17 | 18 | 19 | 20 | 21 | 22 | 23 |
| 24 | 25 | 26 | 27 | 28 | 29 | 30 |
| 31 |    |    |    |    |    |    |

| Пн | Вт | Ср | Чт | Пт | Сб | Вс |
|    | 1  | 2  | 3  | 4  | 5  | 6  |
| 7  | 8  | 9  | 10 | 11 | 12 | 13 |
| 14 | 15 | 16 | 17 | 18 | 19 | 20 |
| 21 | 22 | 23 | 24 | 25 | 26 | 27 |
| 28 | 29 | 30 |    |    |    |    |

| Пн | Вт | Ср | Чт | Пт | Сб | Вс |
|    |    |    | 1  | 2  | 3  | 4  |
| 5  | 6  | 7  | 8  | 9  | 10 | 11 |
| 12 | 13 | 14 | 15 | 16 | 17 | 18 |
| 19 | 20 | 21 | 22 | 23 | 24 | 25 |
| 26 | 27 | 28 | 29 | 30 | 31 |    |

| Пн | Вт | Ср | Чт | Пт | Сб | Вс |
|    |    |    |    |    |    | 1  |
| 2  | 3  | 4  | 5  | 6  | 7  | 8  |
| 9  | 10 | 11 | 12 | 13 | 14 | 15 |
| 16 | 17 | 18 | 19 | 20 | 21 | 22 |
| 23 | 24 | 25 | 26 | 27 | 28 | 29 |
| 30 | 31 |    |    |    |    |    |

| Пн | Вт | Ср | Чт | Пт | Сб | Вс |
|    |    | 1  | 2  | 3  | 4  | 5  |
| 6  | 7  | 8  | 9  | 10 | 11 | 12 |
| 13 | 14 | 15 | 16 | 17 | 18 | 19 |
| 20 | 21 | 22 | 23 | 24 | 25 | 26 |
| 27 | 28 | 29 | 30 |    |    |    |

| Пн | Вт | Ср | Чт | Пт | Сб | Вс |
|    |    |    |    | 1  | 2  | 3  |
| 4  | 5  | 6  | 7  | 8  | 9  | 10 |
| 11 | 12 | 13 | 14 | 15 | 16 | 17 |
| 18 | 19 | 20 | 21 | 22 | 23 | 24 |
| 25 | 26 | 27 | 28 | 29 | 30 | 31 |

| Пн | Вт | Ср | Чт | Пт | Сб | Вс |
| 1  | 2  | 3  | 4  | 5  | 6  | 7  |
| 8  | 9  | 10 | 11 | 12 | 13 | 14 |
| 15 | 16 | 17 | 18 | 19 | 20 | 21 |
| 22 | 23 | 24 | 25 | 26 | 27 | 28 |
| 29 | 30 |    |    |    |    |    |

| Пн | Вт | Ср | Чт | Пт | Сб | Вс |
|    |    | 1  | 2  | 3  | 4  | 5  |
| 6  | 7  | 8  | 9  | 10 | 11 | 12 |
| 13 | 14 | 15 | 16 | 17 | 18 | 19 |
| 20 | 21 | 22 | 23 | 24 | 25 | 26 |
| 27 | 28 | 29 | 30 | 31 |    |    |

## События

### Январь
- 1 января
  - В Венесуэле вступил в силу закон о национализации нефтяной промышленности.
  - Катастрофа Boeing 720 под Эль-Кайсумой — крупнейшая в истории ливанской авиации авиакатастрофа (81 погибший).
- 3 января — Катастрофа Ту-124 под Внуковом.
- 5 января — опубликована и официально вступила в силу новая конституция Камбоджи. Страна получила название Демократическая Кампучия.
- 8 января — в КНР после смерти Чжоу Эньлая исполняющим обязанности премьера Госсовета КНР назначен министр общественной безопасности Хуа Гофэн. Утверждён в должности 6 апреля.
- 11 января
  - В результате разногласий в руководстве вооружённых сил Эквадора ушёл в отставку президент страны генерал Гильермо Родригес Лара. Власть перешла к Высшему правящему совету в составе командующих трёх родов войск во главе с вице-адмиралом Альфредо Поведа Бурбано.
  - На вновь учреждённый пост премьер-министра Демократической Республики Мадагаскар назначен полковник Жоэль Ракутумалала.
- 12 января — новое правительство Норвегии возглавил Одвар Нурдли.
- 14 января
  - в Лондоне скончался премьер-министр Малайзии Хусейн Абдул Разак.
  - Новым президентом самопровозглашённой Республики Родезия стал Джон Врэтхолл.
- 21 января — новым премьер-министром Малайзии стал Хуссейн Онн.
- 21 января — начало первых регулярных полётов сверхзвукового пассажирского авиалайнера «Конкорд» по маршрутам Лондон—Бахрейн и Париж—Рио-де-Жанейро.
- 27 января — США наложили вето на резолюцию ООН, призывавшую к созданию независимого палестинского государства.
- 30 января — Катастрофа Ил-18 под Фрунзе.
- 31 января — население Земли достигло 4 миллиардов человек.

### Февраль
- 4 февраля 
  - В Гватемале и Гондурасе произошло землетрясение магнитудой 7,5, в результате которого погибли 22 870 человек.
  - В австрийском Инсбруке стартовали XII Зимние Олимпийские игры. Завершились 15 февраля.
  - Постановление ЦК КПСС и СМ СССР «О мерах по предотвращению загрязнения бассейнов Чёрного и Азовского морей».
- 8 февраля — на референдуме 99,42 % жителей острова Майотта высказались за отделение от Республики Коморских островов и сохранение в статусе заморской территории Франции.
- 9 февраля — Катастрофа Ту-104 в Иркутске.
- 11 февраля — в Италии сформировано однопартийное правительство ХДП во главе с Альдо Моро (предыдущее правительство ушло в отставку 7 января).
- 13 февраля — в Лагосе в ходе попытки переворота во главе с подполковником Б. С. Димка убит президент Нигерии Муртала Мухаммед. Новым президентом страны 16 февраля стал генерал-лейтенант Олусегун Обасанджо.
- 15 февраля — на Кубе прошёл референдум по принятию новой конституции (вступила в силу 24 февраля).
- 16 февраля — пущен главный конвейер КАМАЗа и собран первый грузовой автомобиль.
- 17 февраля — постановлением ЦК КПСС и Совета министров СССР советской промышленности поручено создание универсальной ракетно-космической транспортной системы (УРКТС) «Рассвет», которая в дальнейшем получила название «Энергия».
- 19 февраля — Исландия разорвала дипломатические отношения с Великобританией в ходе «Тресковой войны» между странами. Отношения восстановлены 2 июня.
- 24 февраля—5 марта — в Москве проходил XXV съезд КПСС.
- 25 февраля — три реактивных самолёта ВВС США наносят удар из Таиланда по кампучийскому городу Сиемреап.
- 26 февраля — последние испанские военнослужащие покинули Западную Сахару.
- 27 февраля — фронт Полисарио провозгласил Сахарскую Арабскую Демократическую Республику, которую возглавил генеральный секретарь фронта Мухаммед Абдельазиз.

### Март
- 6 марта — у села Верхняя Хава потерпел катастрофу самолёт Ил-18Е Армянского УГА, погибли 111 человек. Крупнейшая авиакатастрофа в Воронежской области и самолётов Ил-18.
- 9 марта
  - Роспуск Конституционной Конвенции Северной Ирландии, возобновление прямого правления Лондона в Северной Ирландии[1].
  - Катастрофа канатной дороги в Кавалезе, Италия, наиболее тяжкая авария канатной дороги в истории (43 погибших).
- 12 марта — Национальная ассамблея Гайаны переизбрала президентом страны А. Р. Чжуна.
- 14 марта — прошли парламентские выборы в Сальвадоре. Правящая Национальная коалиционная партия одержала победу в отсутствие прочих конкурентов, бойкотировавших выборы из-за массовых нарушений.
- 15 марта
  - Народное собрание Египта по предложению президента Анвара Садата денонсировало Советско-египетский договор о дружбе и сотрудничестве от 1971 года[2].
  - В результате взрыва в штаб-квартире вооружённых сил Аргентины, устроенного партизанами «Монтонерос», погиб 1 и ранено 29 военных.
- 16 марта
  - Бывший член Политбюро ЦК КПСС Д. С. Полянский снят с поста министра сельского хозяйства СССР и назначен послом в Японию.
  - Премьер-министр Великобритании Гарольд Вильсон неожиданно подал в отставку.
- 20 марта — в Кампучии прошли выборы в Собрание народных представителей. Избрано 250 депутатов, 150 от крестьян, 50 от рабочих трудящихся и 50 депутатов от Революционной армии.
- 21 марта — в Польше прошли выборы в Сейм. 255 мест получила ПОРП (+6), 113 — Объединённая народная партия (-4) и 37 — Демократическая партия (-2), 49 мест — у независимых депутатов. На первой сессии 25-27 марта переизбраны: Генрик Яблоньский — председателем Госсовета и Пётр Ярошевич — председателем Совета министров ПНР.
- 24 марта
  - Вооружённые силы Аргентины сместили с поста президента Марию Эстелу Мартинес де Перон. К власти пришла военная хунта трёх родов войск во главе с генерал-лейтенантом Хорхе Рафаэлем Виделой.
  - В ходе первого этапа гражданской войны в Анголе с территории страны выведены последние войска ЮАР.

### Апрель
- 1 апреля — была создана компания «Apple».
- 2 апреля
  - Учредительное собрание Португалии приняло новую конституцию страны.
  - В Кампучии принц Сианук объявил о своей отставке с поста главы государства. Его обязанности возложены на министра национальной обороны Кхиеу Сампхана. 6 апреля подало в отставку правительство страны во главе с Пенн Нутом.
- 4 апреля — в Таиланде прошли парламентские выборы. Победу одержала Демократическая партия, получившая 114 из 279 мест в парламенте. Новое коалиционное правительство 21 апреля возглавил Сени Прамот.
- 5 апреля — в Великобритании новым главой Лейбористской партии и главой правительства становится Джеймс Каллаган.
- 6 апреля — в Китае после событий на площади Тяньаньмэнь снят со всех партийных и государственных постов заместитель премьера Госсовета КНР Дэн Сяопин. Первым заместителем Председателя ЦК КПК и премьером Госсовета назначен Хуа Гофэн.
- 13 апреля — первая сессия Собрания народных представителей Демократической Кампучии избрала новое руководство страны. Председателем Государственного президиума (главой государства) стал Кхиеу Сампхан, премьер-министром — Пол Пот, ответственным за иностранные дела — Иенг Сари.
- 19—22 апреля — в Дакаре прошла первая конференция министров иностранных дел африканских и арабских стран.
- 21 апреля — Временный военно-административный совет Эфиопии провозгласил «Программу национально-демократической революции», отвергавшую путь «бюрократического капитализма» и провозглашавшую ближайшей целью создание народно-демократической республики. Марксизм-ленинизм объявлен господствующей идеологией страны.
- 25 апреля
  - В Португалии прошли парламентские выборы, на которых первое место заняла Социалистическая партия Португалии (34,9 % голосов). Одновременно вступила в силу новая Конституция страны.
  - В объединённом Вьетнаме прошли выборы в Национальное собрание.
- 27 апреля — Катастрофа Boeing 727 на Сент-Томасе — крупнейшая в истории Американских Виргинских островов (37 погибших).
- 29 апреля
  - министром обороны СССР после смерти Маршала Советского Союза А. А. Гречко (26 апреля) назначен Д. Ф. Устинов, которому присвоено очередное воинское звание генерал армии. Уже 30 июля ему было присвоено звание маршал Советского Союза.
  - сессия Верховного народного собрания КНДР избрала Пак Сон Чхоля премьером Административного совета (правительства) страны. Занимавший этот пост Ким Ир избран первым вице-президентом КНДР.

### Май
- 7 мая — генеральному секретарю ЦК КПСС Л. И. Брежневу присвоено звание маршала Советского Союза.
- 8 мая — парламент Ливана избрал президентом страны И. Саркиса.
- 9 мая — столкновения на горе Монтехурра в Испании, нападение ультраправых боевиков на фестиваль левых карлистов.
- 12 мая — создана Московская Хельсинкская группа.
- 15 мая — Катастрофа Ан-24 под Черниговом.
- 15—17 мая — на I-м чрезвычайном национальном съезде Партии народной революции Бенина её председателем избран президент страны М. Кереку. Основной целью провозглашено «создание нового, революционного и социалистического общества»[3].
- 28 мая — заключение двустороннего договора СССР—США о запрещении подземных ядерных взрывов мощностью более 150 килотонн в мирных целях.
- 31 мая — Сирия ввела свои воинские части в Ливан[4].

### Июнь
- 1 июня
  - В Буэнос-Айресе похищен и убит бывший президент Боливии генерал Хуан Хосе Торрес.
  - Закончилась «Тресковая война», Великобритания признала границы исключительной экономической зоны Исландии.
  - Катастрофа Ту-154 под Малабо.
- 4 июня — Катастрофа L-188 на Гуаме.
- 8—13 июня — Индира Ганди посетила с визитом Москву, подписана декларация о дальнейшем развитии дружбы и сотрудничества между СССР и Индией.
- 9 июня — президент Боливии Уго Бансер в целях подавления забастовки ввёл войска в горнорудные районы и объявил там чрезвычайное положение.
- 9 июня — президент Судана Джафар Нимейри назначил на учреждённый пост премьер-министра генерала Рашида Бакра.
- 12 июня — в Уругвае командующие видами вооружённых сил сместили президента Хуана Бордаберри и привели к присяге в качестве временного президента Альберто Демичели. 14 июля президентом был назначен Апарисио Мендес.
- 16 июня — расстрел полицией демонстрации африканцев-учащихся средних учебных заведений, начало восстания в Соуэто, серии массовых протестов чернокожих учащихся в ЮАР эпохи апартеида[5].
- 20—21 июня — в Италии прошли досрочные парламентские выборы, Христианско-демократическая партия получила 38,71 % голосов, Итальянская коммунистическая партия — 34,37 %.
- 23 июня — премьер-министр Португалии адмирал Жозе Батишта Пиньейру ди Азеведу переносит инфаркт. Исполняющим обязанности премьер-министра становится капитан 2-го ранга Вашку Алмейда-и-Кошта.
- 24 июня—3 июля — сессия Национального собрания Вьетнама, завершившая государственное воссоединение страны. 2 июля была провозглашена Социалистическая Республика Вьетнам, президентом СРВ избран Тон Дык Тханг, премьер-министром — Фам Ван Донг.
- 25 июня — Совет обороны Уганды провозгласил Иди Амина пожизненным президентом страны.
- 26 июня
  - В Торонто построено самое высокое свободно стоящее сооружение в мире (с 1976 по 2007 год) — Си-Эн Тауэр.
  - Сейшельские острова провозглашены республикой. Первым президентом стал Джеймс Мэнчем.
- 27 июня
  - В Алжире на всенародном референдуме принята Национальная хартия, провозгласившая курс на строительство основ социализма.
  - На президентских выборах в Португалии победу одержал генерал Антониу Рамалью Эаниш. Вступил на пост 14 июля.
- 27 июня—1 июля — в Сомали прошёл учредительный съезд Сомалийской революционной социалистической партии, генеральным секретарём которой избран генерал Мохаммед Сиад Барре, который одновременно занял вновь созданные посты президента и премьер-министра.
- 28 июня — вынесены приговоры на процессе наёмников в Луанде. Четверо подсудимых приговорены к смертной казни за наёмное участие в ангольской гражданской войне на стороне ФНЛА.
- 29 июня — Сейшельские острова провозглашены независимым государством. Президентом страны стал Джеймс Мэнчем, премьер-министром — Франс Альбер Рене.

### Июль
- 1 июля — в Мадриде объявлено об отставке последнего франкистского правительства во главе с Карлосом Ариасом Наварро. Новым премьер-министром Испании назначен Адольфо Суарес.
- 4 июля
  - Президентом Мексики избран Хосе Лопес Портильо. Вступил на пост 1 декабря.
  - В Энтеббе (Уганда) израильский спецназ освободил пассажиров захваченного самолёта Air France. При штурме погибли от 45 до 57 человек, в основном — угандийские военные.
- 6 июля—24 августа — полёт космического корабля Союз-21. Экипаж — Б. В. Волынов, В. М. Жолобов.
- 10 июля — в Луанде расстреляны осуждённые на смертную казнь по процессу наёмников.
- 12 июля — в Кайеркане (Красноярский край, СССР) произошло обрушение здания столовой «Белый олень». Погибли 10 человек[6].
- 13 июля — новое правительство Иордании возглавил Мудар Бадран, сменивший ушедшего в отставку Зайда ар-Рифаи.
- 15 июля — Судан и Египет заключили договор о совместной обороне сроком на 25 лет[7].
- 16 июля
  - СССР и Франция подписали соглашение о предупреждении случайного или несанкционированного применения ядерного оружия[8].
  - Премьер-министром Перу назначен генерал Гильермо Арбулу Гальяни, сменивший на этом посту подавшего в отставку генерала Х. Фернандеса Мальдонадо.
- 17 июля—1 августа — в Монреале (Канада) прошли XXI летние Олимпийские игры.
- 20 июля
  - Вооружённые силы США покинули территорию Таиланда. Военные базы переданы таиландской стороне.
  - В рамках программы «Викинг» станция «Викинг-1» успешно приземлилась на Марсе.
- 28 июля
  - Крупное землетрясение магнитудой 7,8 в китайском городе Таншань. По официальным данным, погибли 242419 человек.
  - Катастрофа Ил-18 в Братиславе.
- 30 июля
  - В вертолётной катастрофе погиб премьер-министр Мадагаскара полковник Жоэль Ракутумалала.
  - В Италии сформировано правительство во главе с Джулио Андреотти.

### Август
- 1 августа
  - Тринидад и Тобаго провозглашено республикой. Первым президентом избран Эллис Кларк.
  - Председатель Совета министров Сирии Махмуд аль-Айюби ушёл в отставку, новым премьером назначен Абдель Рахман Хлейфауи.
  - В Египте принят закон, запрещающий продажу алкоголя в общественных местах.
- 2 августа — в Португалии лидер социалистов Мариу Соареш сформировал первое конституционное правительство.
- 6 августа — катастрофа Ту-142 из 76 ОПЛАП ДД, погибло 6 человек.
- 8 августа — президентом Мавритании переизбран Моктар ульд Дадда.
- 9 августа — запуск автоматической станции «Луна-24». Аппарат совершил полёт к Луне, спустился на её поверхность и 22 августа вернулся на Землю, доставив образцы лунного грунта, взятого с глубины около двух метров.
- 12 августа — премьер-министром Мадагаскара назначен Жюстен Ракутуниайна.
- 15 августа — на склоне вулкана Чимборасо потерпел катастрофу самолёт Vickers Viscount компании SAETA, погибли 59 человек. Обломки были обнаружены только в 2002 году.
- 20 августа — состоялось торжественное открытие музея авиации Северного флота СССР.
- 25 августа — премьер-министром Франции назначен Раймон Барр, сменивший на этом посту Жака Ширака.

### Сентябрь
- 1 сентября — в Каире начала функционировать штаб-квартира Клуба Сафари — антикоммунистического союза спецслужб Франции, Марокко, Египта, Саудовской Аравии и Ирана.
- 2 сентября — на парламентских выборах в Барбадосе победила лейбористская партия (52,69 % голосов, 17 мест из 24)). 8 сентября её лидер Том Адамс сформировал новое правительство.
- 3 сентября — в рамках программы «Викинг» станция «Викинг-2» успешно приземлилась на Марсе.
- 4 сентября — президент Центральноафриканской республики Бокасса распустил правительство и передал его полномочия Совету центральноафриканской революции во главе с Анжем Патассе.
- 5 сентября — в Республике Кипр прошли парламентские выборы. Победил центристский Демократический фронт (43,75 %, 21 место из 35).
- 6 сентября — пилот ВВС СССР В. Беленко на перехватчике МиГ-25 перелетел в Японию, попросив политического убежища в США.
- 9 сентября
  - В Пекине скончался лидер КНР, председатель ЦК КПК Мао Цзэдун.
  - Над Чёрным морем столкнулись самолёты Ан-24 и Як-40, погибли 70 человек.
- 10 сентября
  - Председателю КГБ Ю. В. Андропову и министру внутренних дел СССР Н. А. Щёлокову присвоено воинское звание генералов армии.
  - В небе над Загребом произошло столкновение самолётов HS-121 Trident 3B и McDonnell Douglas DC-9-31, погибли 177 человек.
- 13 сентября
  - Руководство СССР наградило орденом Ленина лидера Коммунистической партии Чили Луиса Корвалана, позднее, 18 декабря, обменянного на диссидента Владимира Буковского.
  - На Тринидаде и Тобаго состоялись парламентские выборы. Победило Народное национальное движение (54,2 %, 24 места из 36), премьер-министром остался Эрик Уильямс.
- 15 сентября—23 сентября — полёт космического корабля Союз-22. Экипаж — В. Ф. Быковский, В. В. Аксёнов.
- 15 сентября — Социалистическая Республика Вьетнам принята в члены Международного валютного фонда.
- 16 сентября
  - В Ереване в результате несчастного случая с дамбы Ереванского водохранилища в воду упал троллейбус, в котором находилось 92 человека. 20 из них были спасены случайно оказавшимся рядом чемпионом мира по подводному плаванию Шаваршем Карапетяном.
  - На национальном референдуме в Египте президентом страны вновь стал Анвар Садат.
- 17—18 сентября — на парламентских выборах в Мальте вновь победила лейбористская партия (51,5 %, 34 из 65 мест), премьер-министром остался Доминик Минтофф.
- 19 сентября
  - На парламентских выборах в Швеции Социал-демократическая рабочая партия (42,7 %, 152 места из 349) впервые за 40 лет утеряла большинство в риксдаге и коалиционное правительство трёх не-социалистических партий возглавил Турбьёрн Фельдин.
  - Катастрофа Boeing 727 в Ыспарте.
- 21 сентября — в Вашингтоне агентами правительства Чили убит бывший министр обороны страны Орландо Летельер.
- 21 сентября—22 декабря — в Нью-Йорке проходила XXXI сессия Генеральной Ассамблеи ООН.
- 23 сентября — президентом Ливана в условиях гражданской войны стал Ильяс Саркис.
- 26 сентября
  - Мумия египетского фараона Рамсеса II доставлена самолётом во Францию для предотвращения её окончательного разрушения. В аэропорту Ле Бурже ей оказаны почести как главе иностранного государства[9].
  - В Новосибирске произошёл таран самолётом Ан-2 пятиэтажного жилого дома.
- 29 сентября — в Финляндии сформировано новое коалиционное правительство во главе с прежним премьер-министром Мартти Миеттуненом.

### Октябрь
- 3 октября — в ФРГ прошли выборы в бундестаг. Правящая коалиция социал-демократов и либералов сохранила большинство, Гельмут Шмидт остался на посту канцлера.
- 4 октября — состоялось официальное открытие Челябинского государственного университета.
- 6 октября
  - В Китае отстранена от власти и арестована левая группировка в руководстве страны и партии во главе со вдовой Мао Цзэдуна Цзян Цин (так называемая «банда четырёх»).
  - Резня в Таммасатском университете и государственный переворот в Таиланде. Отставка кабинета Сени Прамота. Король и военная хунта во главе с адмиралом Сангадом Чалорью назначила правого политика Танина Краивичьена главой нового антикоммунистического правительства. 22 октября в стране введена новая, временная конституция.
  - Террористы взорвали кубинский самолёт Douglas DC-8, погибли 73 человека. Крупнейшая авиакатастрофа на Барбадосе.
- 7 октября — в Китае премьер Госсовета КНР Хуа Гофэн назначен председателем ЦК коммунистической партии Китая и Военного совета ЦК КПК (официально объявлено 24 октября)[10].
- 8 октября — в СССР учреждена медаль «За строительство Байкало-Амурской магистрали».
- 11 октября — вышел альбом Arrival, группы ABBA.
- 12 октября — Катастрофа SE-210 в Бомбее, погибли 95 человек.
- 13 октября — Катастрофа Boeing 707 в Санта-Крусе, погибли от 91 до 116 человек. Крупнейшая авиакатастрофа в истории Боливии.
- 14—16 октября — полёт космического корабля Союз-23. Экипаж — В. Д. Зудов, В. И. Рождественский В. И. с первым в истории советской и российской космонавтики приводнением.
- 17 октября
  - В ГДР прошли парламентские выборы, вновь сформирована однопартийная Народная палата.
  - Под влиянием прибывшего в Банги лидера ливийской революции Муаммара Каддафи президент Центральноафриканской республики Жан-Бедель Бокасса принимает ислам и имя «Салах эд-Дин Ахмед Бокасса».
- 22—23 октября — В ЧССР прошли выборы в Национальное собрание.
- 26 октября — Постановление ЦК КПСС и Совета Министров СССР о мерах по дальнейшему увеличению производства рыбной продукции. В советских столовых четверг объявлен «рыбным днём», в городах страны начинают открываться рыбные магазины фирмы «Океан».
- 28 октября и 4 ноября — выборы в Народное собрание Египта. 295 мест из 360 получил правящий Арабский социалистический союз.
- 29 октября — реорганизация руководства ГДР. Глава СЕПГ Эрих Хонеккер занял пост главы государства, Вилли Штоф вернулся на пост председателя Совета министров ГДР, сменив Хорста Зиндермана.

### Ноябрь
- 1 ноября — в ходе военного переворота в Бурунди свергнут первый президент страны Мишель Мичомберо. К власти пришёл Жан-Батист Багаза.
- 2 ноября — президентские выборы в США. Кандидат от Демократической партии Джимми Картер победил Джеральда Форда, действующего президента и кандидата от Республиканской партии.
- 7 ноября — в Никарагуа в ходе карательных операций Национальной гвардии убиты основатель и лидер Сандинистского фронта национального освобождения Карлос Фонсека и команданте Эдуардо Контрерас.
- 9 ноября — новым президентом Ирландии стал Патрик Хиллери (предыдущий президент Кэрролл О'Дэли ушёл в отставку 22 октября после конфликта в правительстве, связанного с деятельностью ИРА).
- 19 ноября — на референдуме в Алжире принята новая Конституция, провозгласившая Алжир «социалистическим государством». Вступила в силу 22 ноября.
- 26 ноября — в Окружном секретариате штата Нью-Мексико была зарегистрирована новая торговая марка «Microsoft». Считается датой основания корпорации.
- 28 ноября — Катастрофа Ту-104 под Москвой.

### Декабрь
- 4 декабря — в Банги на съезде правящей партии Центральноафриканская республика провозглашена Центральноафриканской империей, а её президент маршал Салах эд-Дин Ахмед Бокасса — императором Бокассой I.
- 5 декабря — на Пушкинской площади в Москве прошёл митинг — публичная акция советских диссидентов.
- 5 декабря — на выборах в Японии правящая Либерально-демократическая партия получила 41,8 % голосов и 249 из 511 мест в парламенте.
- 7 декабря — Туле присвоено звание города-героя.
- 8 декабря 
  - вышел альбом Hotel California, группы The Eagles.
  - премьер-министром Ливана стал Селим Хосс.
- 10 декабря — на выборах в Алжире президентом страны сроком на 6 лет избран председатель Революционного совета полковник Хуари Бумедьен.
  - Генеральная Ассамблея ООН приняла Конвенцию о запрещении военного или любого иного враждебного использования средств воздействия на природную среду.
- 11 декабря — спущен на воду на Щецинской судоверфи в Польше учебный корабль «Перекоп». Корабль был построен для ВМФ СССР по проекту 887 «Смольный».
- 14—20 декабря — проходил IV съезд Партии трудящихся Вьетнама. Партия переименована в коммунистическую, генеральным секретарём избран Ле Зуан.
- 15—17 декабря
  - На совещании министров финансов и нефтяной промышленности стран-членов ОПЕК принято решение о повышении цен на нефть с января 1977 года на 10 % и с июля 1977 года ещё на 5 %.
  - На всеобщих выборах на Ямайке правящая Народная национальная партия, возглавляемая премьер-министром Майклом Мэнли одержала победу, получив 56,77 % голосов и 47 из 60 мест в парламенте.
- 16 декабря — Катастрофа Як-40 под Запорожьем.
- 17 декабря
  - Премьер-министр Японии Такэо Мики объявил о своей отставке.
  - Катастрофа Як-40 в Усть-Куте.
  - Катастрофа Ан-24 в Киеве.
- 18 декабря — Катастрофа Ил-14 под Южно-Сахалинском.
- 20 декабря — прошли всеобщие выборы на Маврикии. Правящая Лейбористская партия и премьер-министр Сивусагур Рамгулам остались у власти.
- 21 декабря — Катастрофа Ан-22 под Брянском.
- 22 декабря — новым президентом Науру избран Бернард Довийого.
- 23 декабря — в Сингапуре прошли всеобщие выборы. Правящая партия «Народное действие» получила все 69 мест в парламенте.
- 24 декабря — в Японии сформировано правительство во главе с Такэо Фукудой.
- 25 декабря — Катастрофа Boeing 707 в Бангкоке.
- 28 декабря — Народное собрание Албании одобрило новую конституцию, страна стала называться «Народная Социалистическая Республика Албания».
- 29 декабря — приведён к присяге первый президент Республики Тринидад и Тобаго Эллис Кларк.

### Без точных дат
- В декабре в СССР начата подготовка космонавтов из социалистических стран по программе «Интеркосмос».
- Вышел из тюрьмы Тимоти Лири, отсидев 10-летний срок по сфабрикованному делу (США).
- В СССР принята на вооружение новая 152-мм пушка 2А36.
- Международная некоммерческая ассоциация «Институт инженеров электротехники и электроники» (IEEE) учредила Золотую медаль имени Александра Грэхема Белла для награждения за выдающиеся фундаментальные исследования и прикладные разработки в области коммуникаций[11]. Является высшей наградой организации.

## Персоны года
Человек года по версии журнала Time — Джимми Картер, президент США.

## Родились
См. также: Категория:Родившиеся в 1976 году

### Январь
- 1 января 
  - Алекси Гилмор, американская актриса.
  - Латаша Харлинс, американская девочка-подросток, убийство которой привело к бунту в Лос-Анджелесе в 1992 году.
- 2 января — Пас Вега, испанская киноактриса[12].
- 3 января — Динара Друкарова, российская киноактриса.
- 6 января — Ольга Супонева, российская театральная и киноактриса, сценарист.
- 8 января
  - Вадим Евсеев, российский футболист.
  - Дженни Льюис, американская певица и актриса еврейского происхождения.
  - Джессика Леччия, американская актриса.
- 13 января — Карина Абдуллина, казахстанская певица и актриса.
- 16 января — Ева Хаберманн, немецкая актриса.
- 19 января
  - Марша Томасон, английская актриса.
  - Дана Фукс, английская актриса.
- 20 января — Анастасия Волочкова, российская балерина и актриса.
- 21 января — Дарья Субботина, российская теле- и радиоведущая.
- 23 января —Антон Долин, российский кинокритик, радиоведущий и журналист. Кинообозреватель радиостанций «Маяк», «Вести ФМ».
- 24 января — Виктория Санчес, канадская актриса.
- 26 января — Анна Большова, российская актриса.
- 28 января — Рик Росс, американский рэпер
- 29 января — Ильмира Шамсутдинова, советская и российская модель, Мисс СССР 1991.

### Февраль
- 3 февраля — Айла Фишер — австралийская киноактриса.
- 8 февраля — Эби Титмусс, британская актриса, телеведущая, модель, игрок в покер.
- 10 февраля — Кили Хоус, английская актриса, певица и фотомодель.
- 14 февраля
  - Эрика Лирсен, американская актриса.
  - Ри Расмуссен, датская фотомодель, актриса, режиссёр, сценарист, продюсер.
- 17 февраля
  - Денис Майданов — российский певец, поэт, композитор, актёр.
  - Келли Карлсон, американская актриса и модель
- 22 февраля — Тамара Мелло, американская киноактриса.
- 23 февраля — Келли Макдональд, шотландская актриса.
- 25 февраля — Рашида Джонс, американская актриса.
- 27 февраля — Сергей Семак, российский футболист и тренер.
- 28 февраля — Эли Лартер, американская киноактриса, модель.

### Март
- 2 марта — Даниил Страхов, российский актёр театра и кино.
- 8 марта — Фредди Принц-младший, сценарист, продюсер, актёр.
- 10 марта — Хайфа Вехби, ливанская актриса и певица
- 12 марта — Чжао Вэй, китайская актриса и поп-певица.
- 13 марта — Екатерина Прижбиляк, советская киноактриса
- 14 марта — Ирина Низина, российская актриса театра и кино.
- 17 марта
  - Бриттани Дэниел, американская актриса
  - Синтия Дэниел, американская актриса, фотомодель и фотограф.
- 18 марта — Джованна Антонелли, бразильская актриса.
- 19 марта
  - Алессандро Неста, итальянский футболист
  - Рейчел Бланчард, канадская и американская актриса.
- 20 марта — Честер Беннингтон, американский музыкант, вокалист группы Linkin Park. (ум. в 2017)
- 22 марта — Риз Уизерспун, американская актриса и продюсер.
- 23 марта
  - Мишель Монахэн, американская актриса, продюсер.
  - Кери Расселл, американская киноактриса.
  - Смрити Ирани, индийский политик, бывшая модель, телевизионная актриса и продюсер.
  - Элиза Товати, французская певица, актриса кино и телевидения.
- 25 марта — Владимир Кличко, украинский боксёр-профессионал.
- 26 марта
  - Эми Смарт, модель, актриса.
  - Наталия Ливингстон, американская актриса мыльных опер.
- 28 марта — Сергей Ли, российский актёр и певец.
- 29 марта — Ирина Круг, российская эстрадная певица, исполнительница русского шансона.
- 30 марта — Джессика Коффил, американская актриса, продюсер и певица.

### Апрель
- 4 апреля — Антон Комолов, телеведущий.
- 5 апреля
  - Фернандо Морьентес, испанский футболист.
  - Наталья Рагозина, российская спортсменка-боксёр, чемпионка мира по боксу.
- 6 апреля — Кэндис Кэмерон-Буре, американская актриса и продюсер.
- 7 апреля — Михаил Полицеймако, актёр.
- 12 апреля — Кнут Андерс Сёрум, норвежский певец.
- 13 апреля — Валентина Черви, итальянская актриса.
- 14 апреля — Джорджина Чапман, британская актриса, певица, модельер и фотомодель.
- 15 апреля
  - Келли Стюарт, американская актриса.
  - Сьюзан Уорд, американская актриса.
- 16 апреля
  - Шу Ци, тайваньская актриса.
  - Келли О’Хара, американская актриса.
- 17 апреля
  - Анна Гейслерова, чешская актриса.
  - Майвенн, французская актриса, режиссёр и сценарист.
  - Моне Мазур, американская актриса, фотомодель и музыкант.
- 18 апреля — Мелисса Джоан Харт, американская актриса, продюсер.
- 20 апреля — Светлана Галка, российская актриса, выступающая чаще всего в жанре пародии.
- 25 апреля
  - Тим Данкан, американский баскетболист, игрок «Сан-Антонио Спёрс».
  - Екатерина Матюшкина, российская детская писательница.
- 26 апреля — Эмили Бут, английская актриса и телеведущая.
- 27 апреля — Салли Хокинс, британская актриса.
- 30 апреля — Аманда Палмер, американская певица, исполнительница и автор песен.

### Май
- 1 мая — Виоланте Плачидо, итальянская актриса и певица
- 4 мая — Хизер Козар, американская фотомодель.
- 7 мая — Кэрри Хенн, девочка-актриса.
- 8 мая — Вадим Галыгин, актёр, артист разговорного жанра.
- 9 мая — Назан Эккес, немецкая журналистка и телеведущая турецкого происхождения.
- 14 мая
  - Мартина Маккатчен, английская актриса, певица, персона телевидения и радиоведущая.
  - Лавиния Власак, бразильская актриса. Бывшая топ-модель.
- 17 мая — Рошелль Эйтс, американская актриса.
- 19 мая — Кевин Гарнетт, американский профессиональный баскетболист, выступающий за команду НБА «Бостон Селтикс».
- 22 мая — Сергей Жуков, российский певец, музыкант, продюсер. Участник группы «Руки вверх!».
- 23 мая — Келли Монако, американская телевизионная актриса и фотомодель.
- 25 мая
  - Киллиан Мерфи, ирландский киноактёр, часто отмечается критиками за «хамелеонские» роли и выразительные голубые глаза.
  - Сандра Насич, вокалистка группы «Guano Apes».
  - Эринн Хейс, американская актриса
- 29 мая — Егор Титов, российский футболист.
- 31 мая — Колин Фаррелл, ирландский киноактёр.

### Июнь
- 1 июня — Пётр Буслов, российский кинорежиссёр.
- 2 июня — Бланка Ромеро, испанская актриса, модель и певица.
- 3 июня — Екатерина Скулкина, российская киноактриса.
- 4 июня
  - Алексей Навальный, российский юрист, политический и общественный деятель.
  - Динара Садретдинова, ведущая программы «Мусульмане», актриса, певица.
- 7 июня — Кэссиди Рэй, американская актриса.
- 8 июня
  - Нил Ушаков, латвийский политик.
  - Линдсей Дэвенпорт, американская теннисистка.
- 9 июня — Илья Бледный, российский актёр кино и дубляжа, также режиссёр дубляжей.
- 12 июня
  - Томас Сёренсен, датский футболист.
  - Кесанг Чуки Дорджи, бутанская телеведущая, продюсер, член НСБ.
- 13 июня
  - Дана Борисова, телеведущая.
  - Ким Марш, английская актриса и певица.
- 14 июня
  - Лилия Гильдеева, российская журналистка, телеведущая новостной программы «Сегодня» на канале НТВ.
  - Лавиния Власак, бразильская актриса. Бывшая топ-модель.
- 17 июня
  - Пётр Свидлер, российский шахматист.
  - Скотт Эдкинс, английский актёр и мастер боевых искусств.
- 18 июня
  - Максим Галкин, российский пародист, юморист, телеведущий.
  - Алана Де Ла Гарза, американская актриса.
  - Ирене Монтала, испанская актриса.
- 20 июня — Жулиано Хаус Беллетти, профессиональный бразильский футболист.
- 21 июня — Анна Шнайдер, российская телеведущая, тележурналист.
- 23 июня —
  - Патрик Виейра, французский футболист и тренер.
  - Эммануэль Вожье, канадская актриса.
- 24 июня — Елена Перова, российская певица, музыкант, телеведущая, актриса.
- 26 июня — Александр Захарченко, бывший глава непризнанной Донецкой Народной Республики (погиб в 2018).

### Июль
- 2 июля — Павел Деревянко, российский актёр.
- 3 июля — Андреа Барбер, американская актриса.
- 7 июля — Беренис Бежо, французская киноактриса.
- 8 июля — Айари Лаймон, американская актриса.
- 9 июля — Екатерина Гусева, российская актриса.
- 11 июля — Эдгард Запашный, российский цирковой актёр и дрессировщик.
- 12 июля — Анна Фрил, британская актриса кино, театра и телевидения.
- 13 июля
  - Диана Вишнёва, российская артистка балета.
  - Олег Сенцов, украинский кинорежиссёр, сценарист, писатель.
- 14 июля — Кирстен Шеридан, ирландский кинорежиссёр, кинооператор, сценарист, киномонтажёр, кинопродюсер и актриса.
- 15 июля — Дайан Крюгер, немецкая актриса и фотомодель.
- 17 июля
  - Дагмара Доминчик, польская и американская актриса.
  - Эрик Уинтер, американский актёр.
- 18 июля
  - Валери Крус, американская телевизионная актриса.
  - Эльса Патаки, испанская и американская актриса.
- 19 июля
  - Винесса Шоу, американская актриса.
  - Бенедикт Камбербэтч, английский актёр.
  - Анджела Гриффин, английская актриса, певица, журналистка и телеведущая.
- 22 июля — Карен Клиш, канадская актриса.
- 23 июля
  - Александр Олешко, российский певец, актёр телеведущий, Заслуженный артист РФ.
  - Екатерина Решетникова, российская актриса театра и кино.
- 25 июля — Тера Патрик, американская киноактриса.
- 26 июля — Алис Тальони, французская актриса.
- 27 июля
  - Фернандо Риксен, нидерландский футболист, полузащитник.
  - Райан Мишель Бат, американская телевизионная актриса.

### Август
- 3 августа — Анна-Мария «Мия» Лёфгрен, шведская поп-певица, бывшая солистка группы «Rednex» (1998—2001).
- 5 августа — Марлене Фавела, мексиканская актриса и модель.
- 6 августа
  - Солейл Мун Фрай, американская актриса, режиссёр и сценарист.
  - Мелисса Джордж, австралийская актриса.
- 9 августа
  - Одри Тоту, французская киноактриса.
  - Рона Митра, британская актриса, модель и певица.
  - Джессика Кэпшоу, американская актриса
- 11 августа — Табита Сен-Жермен, канадская киноактриса и актриса озвучивания американского происхождения.
- 18 августа — Дафни Дюплекс, американская актриса и фотомодель.
- 19 августа — Пётр Иващенко, российский актёр озвучивания, диктор, один из самых известных российских голосов дубляжа.
- 20 августа — Кристен Миллер, американская актриса.
- 25 августа — Александр Скарсгард, шведский актёр.
- 26 августа
  - Земфира Рамазанова, солистка группы «Земфира».
  - Хлоя Хантер, американская актриса
- 27 августа
  - Марк Уэббер, австралийский автогонщик, пилот Формулы-1.
  - Сара Чок, канадско-американская актриса
- 31 августа
  - Шар Джексон, американская актриса, кинопродюсер, певица и рэпер.
  - Люси Спид, английская актриса и балерина.

### Сентябрь
- 2 сентября
  - Эрин Херши-Пресли, американская актриса.
  - Сайлина Джонсон, американская певица, автор песен и фотомодель.
- 3 сентября
  - Хелависа (настоящее имя — Наталья О’Шей), лидер фолк-группы «Мельница», вокалист, автор песен, арфист, писатель.
  - Эшли Джонс, американская актриса.
- 5 сентября — Карис ван Хаутен, голландская актриса
- 6 сентября
  - Наоми Харрис, британская актриса.
  - Робин Аткин Даунс, британский актёр.
- 8 сентября — Роман Шаронов, российский футболист и тренер.
- 9 сентября
  - Полина Агуреева, российская актриса театра и кино, исполнительница романсов, лауреат Государственной премии России.
  - Эмма де Кон, французская актриса, сценарист, режиссёр.
- 13 сентября — Пума Свид, шведско-финская киноактриса, танцовщица.
- 16 сентября — Алесь Мухин, белорусский предприниматель, капитан команды в клубе «Что? Где? Когда?».
- 18 сентября
  - Софина Браун, американская телевизионная актриса.
  - Делеон Ричардс, американская певица.
- 19 сентября — Элисон Суини, американская телевизионная актриса, ведущая и писательница.
- 20 сентября — Энука Окума, канадская актриса.
- 21 сентября
  - Ольга Погодина, российская актриса театра и кино, заслуженная артистка России.
  - Шелли Конн, английская телевизионная актриса.
- 22 сентября — Роналдо, бразильский футболист.
- 23 сентября — Фон Чэмберс-Уоткинс, американская актриса.
- 25 сентября
  - Сантиголд, американская певица, автор песен и продюсер.
  - Шарлотта Аянна, американская актриса пуэрто-риканского происхождения, победительницы конкурса красоты «Юная Мисс США 1993».
- 26 сентября — Михаэль Баллак, немецкий футболист.
- 27 сентября — Франческо Тотти, итальянский футболист.
- 28 сентября
  - Фёдор Емельяненко, российский спортсмен, выступающий в смешанных единоборствах, самбо и дзюдо.
  - Екатерина Гороховская, российская актриса театра и кино, театральный режиссёр, педагог, театральный критик.
- 29 сентября — Андрей Шевченко, украинский футболист и тренер.

### Октябрь
- 1 октября
  - Блю Кантрелл, американская R&B/соул-исполнительница.
  - Инна Зобова, российская топ-модель и актриса.
  - Светлана Вильгельм-Плащевская, российская актриса мюзикла, актриса театра и кино, певица.
- 3 октября — Шонн Уильям Скотт, американский актёр, комик.
- 4 октября
  - Алисия Сильверстоун, американская киноактриса.
  - Мауро Каморанези, итальянский футболист и тренер.
- 5 октября — Рамзан Кадыров, российский государственный и политический деятель, Герой Российской Федерации, президент Чеченской Республики
- 6 октября — Барби Сюй, тайваньская актриса и певица.
- 8 октября — Серёга, белорусский хип-хоп исполнитель.
- 11 октября
  - Эмили Дешанель, американская актриса и продюсер.
  - Холли Филдс, американская актриса телевидения, кино и озвучивания.
- 12 октября — Виктория Исакова, российская актриса театра и кино.
- 15 октября — Николай Басков, российский певец и шоумен.
- 16 октября — Максим Нелипа, украинский актёр, шоумен и телеведущий.
- 19 октября
  - Джой Брайант, американская актриса и бывшая модель.
  - Ванесса Гусман, мексиканская актриса.
- 21 октября — Эндрю Скотт, ирландский актёр.
- 22 октября — Брэд Стивенс, американский баскетбольный тренер.
- 23 октября
  - Райан Рейнольдс, канадский продюсер, актёр.
  - Юлия Пустовойтова, российская актриса.
- 24 октября — Малика Шерават, индийская киноактриса.
- 26 октября
  - Мария Сёмкина, российская киноактриса и модель.
  - Леннон Парэм, американская актриса, комедиантка, сценарист и кинопродюсер.
- 29 октября — Милена Гович, американская телевизионная актриса.
- 31 октября
  - Гути, испанский футболист.
  - Пайпер Перабо, американская актриса.

### Ноябрь
- 4 ноября
  - Дмитрий Ярошенко, российский биатлонист, двукратный чемпион мира.
  - Джастин Уоддэлл, британская актриса.
- 5 ноября — Зоя Кайдановская, советская и российская актриса театра и кино, телеведущая.
- 13 ноября
  - Альбина Ахатова, российская биатлонистка.
  - Сяо Шушэнь, бывшая тайваньская актриса и певица.
- 15 ноября
  - Виржини Ледуайен, французская киноактриса
  - Габи Эспино, латиноамериканская актриса.
  - Клаудиа Льоса, перуанский кинорежиссёр и сценарист.
- 17 ноября — Дайан Нил, американская телевизионная актриса
- 18 ноября — Стиан Торесен, норвежский музыкант.
- 20 ноября — Лора Харрис, канадская киноактриса.
- 22 ноября
  - Вилле Вало, бывший солист группы HIM.
  - Торстен Фрингс, немецкий футболист и тренер.
- 26 ноября
  - Алтынай Ногербек, казахская актриса театра и кино.
  - Татьяна Родионова, российская театральная актриса.
- 29 ноября — Анна Фэрис, американская киноактриса.

### Декабрь
- 2 декабря — Евгений Мураев, украинский политик.
- 5 декабря — Эми Экер, американская актриса.
- 6 декабря
  - Линдсей Прайс, американская телевизионная актриса
  - Алисия Мачадо, венесуэльская актриса, фотомодель, певица, журналистка и телеведущая.
- 8 декабря — Доминик Монаган, английский актёр кино и телевидения
- 14 декабря — Тэмми Бланчард, американская актриса
- 18 декабря — Коюки, японская фотомодель и актриса.
- 23 декабря
  - Юлия Чепалова, российская лыжница, чемпионка Зимних Олимпийских игр 1998 и 2002 годов.
  - Екатерина Лисовая (Айсина), российская актриса театра и кино, театральный педагог.
- 25 декабря
  - Армин ван Бюрен, нидерландский музыкальный продюсер и диджей в стиле транс и прогрессив-транс.
  - Туомас Холопайнен, финский композитор и поэт, лидер, клавишник и продюсер группы Nightwish.
- 26 декабря — Кирилл Стремоусов, украинский и российский политический и общественный деятель, заместитель главы военно-гражданской администрации Херсонской области (погиб в 2022).
- 29 декабря
  - Кейт Форд, английская актриса.
  - Полина Сибагатуллина, российская актриса сатирического жанра.
- 30 декабря — Дэн Фоглер — американский актёр, лауреат премии Тони.

## Скончались
См. также: Категория:Умершие в 1976 году
- 4 января — Михаил Горлаченко — советский военный деятель, Генерал-майор авиации (1943).
- 12 января — Агата Кристи, английская писательница.
- 1 февраля — Вернер Гейзенберг, немецкий физик-теоретик, один из создателей квантовой механики, лауреат Нобелевской премии по физике (1932).
- 13 февраля — Муртала Мухаммед, национальный герой Нигерии, президент в 1975—1976 годах (убит в должности).
- 24 марта — Бернард Лоу Монтгомери, британский фельдмаршал, крупный военачальник Второй мировой войны.
- 5 апреля — Говард Хьюз, американский предприниматель, инженер, пионер авиации, режиссёр, продюсер.
- 26 апреля — Андрей Гречко, министр обороны СССР, Маршал Советского Союза.
- 11 мая — Алвар Аалто, знаменитый финский архитектор.
- 14 мая — Мамадали Курбанов, советский партийный и государственный деятель, председатель СНК — Совета Министров Таджикской ССР (1937—1946).
- 26 мая — Мартин Хайдеггер, немецкий философ.
- 6 июля — Чжу Дэ — китайский военный и политический деятель, председатель Всекитайского собрания народных представителей, маршал.
- 26 августа — Иван Алексенко, советский конструктор танков.
- 9 сентября — Мао Цзэдун, китайский политический деятель, теоретик китайского коммунизма.
- 7 ноября — Карлос Фонсека Амадор, никарагуанский революционер, один из основателей и руководителей Сандинистского фронта национального освобождения, теоретик революционного движения.
- 30 ноября — Иван Игнатьевич Якубовский, советский военачальник, Маршал Советского Союза (1967), дважды Герой Советского Союза.
- 15 декабря — Грегуар Кайибанда, президент Руанды в 1962—1973 годах.
- 28 декабря — Фредди Кинг, исполнитель блюза.

## Нобелевские премии
- Физика — Бертон Рихтер и Сэмюэл Тинг — «За основополагающий вклад по открытию тяжёлой элементарной частицы нового типа».
- Химия — Уильям Нанн Липскомб — за исследование структуры боранов.
- Медицина и физиология — Барух Бламберг, Карлтон Гайдузек «За открытия, касающиеся новых механизмов происхождения и распространения инфекционных заболеваний».
- Экономика — Милтон Фридмен — «За достижения в области анализа потребления, истории денежного обращения и разработки монетарной теории, а также за практический показ сложности политики экономической стабилизации».
- Литература — Сол Беллоу — «За гуманизм и тонкий анализ современной культуры, сочетающиеся в его творчестве».
- Премия мира — Бетти Уильямс и Мейрид Корриган — «В знак признания заслуг в деле мира».